# Impact économique de l'ouragan Katrina
 (septembre 2016).
Améliorez-le ou discutez des points à vérifier. 
Les impacts économiques de l’ouragan Katrina sont directs et indirects, et ne pourront faire l'objet de bilans complets qu'après plusieurs décennies. Une première estimation des pertes économiques indirectes était de 50 milliards de dollars environ, soit 50 % des pertes directes,.
Le présent article vise à présenter ces impacts par grandes catégories.

## Marché pétrolier
Les analystes financiers s’inquiètent des conséquences de l'ouragan sur l'industrie pétrolière dans la région du Golfe du Mexique, qui couvre à elle seule 30 % des besoins en pétrole des États-Unis et 24 % de leurs besoins en gaz. Les capacités de production du port de La Nouvelle-Orléans et des raffineries de Louisiane ont de ce fait été réduites.
Le 29 août, le baril de pétrole U.S. Light Crude, référence du marché pétrolier américain, atteignait les 70,80 $US.
L'ouragan a réduit la production du Golfe du Mexique à 1,379 million de barils de pétrole brut par jour, et 8,299 millions de barils de gaz par jour, soit 90 % de la production de pétrole avant la catastrophe et 83 % de celle de gaz.
En temps normal, le golfe du Mexique produit environ 1,5 million de barils de pétrole, soit le quart de la production nationale, et 2 % de la production mondiale.
Huit raffineries de Louisiane ont cessé leur activité, et deux l'ont réduite, diminuant de 9 % la capacité de production au niveau national.
Afin de compenser cette perte de production, le gouvernement américain déclare vouloir libérer une partie de ses réserves sur le marché, et l'Arabie Saoudite promet de relever sa production à 11 millions de barils par jour. À l'annonce de ces mesures, le baril de pétrole est revenu lundi à un prix de 67,20 $US.
Cependant les dégâts occasionnés sur les plateformes pétrolières et la remise en route délicate des raffineries devraient continuer à perturber le marché mondial durant plusieurs semaines.

## Transports maritime et fluvial
Gulfport, dans le Mississippi est un port de marchandises majeur pour l'alimentation du sud des États-Unis. Pour le moment, le port est considéré comme inutilisable pour au moins un an. Chiquita Brands International, Dole Fruit Company, Crowley Maritime Corporation, P&O Ports et d'autres font une part très importante de leurs opérations à Gulfport. À court terme, ces sociétés devront déplacer nombre de leurs activités dans d'autres ports non affectés (jusqu'au Texas) et faire appel à d'autres moyens de transport (routier ou ferroviaire). Sur le long terme, ces sociétés délocaliseront leurs activités auparavant basées à Gulfport. Cela aura des conséquences dramatiques.

## Tourisme à La Nouvelle-Orléans
L'ouragan a frappé à quelques jours seulement de la « Décadence du Sud, » un festival gay qui représente la seconde rentrée d'argent pour les commerces de la ville, après Mardi Gras. On s'attend à ce qu'au-delà des dégâts directs causés par l'ouragan, la ville perde des millions de dollars en dépenses des touristes du fait des annulations de ce festival et aux autres cérémonies estivales des prochaines semaines.

## Casinos
Katrina a forcé à l'évacuation et à la fermeture des casinos le long de la côte du golfe du Mississippi. L'hôtel-casino Hard Rock qui devait rouvrir la semaine suivante reste fermé indéfiniment à cause de dommages sur sa structure. Le casino Beau Rivage est sérieusement endommagé par l'eau qui a atteint le troisième étage. La barge flottante du Grand Casino de Biloxi a dérivé et bloque maintenant l'artère autoroutière Inter-États 90. Le bateau pirate du Treasure Bay a été balayé et s'est échoué. À Gulfport, la barge du Casino Copa a été projetée à terre contre le parking du Grand Casino de Gulfport. Au moins quatorze mille personnes travaillent dans ces casinos.
L'État du Mississippi perdra près d'un demi-million de dollars US pour chaque jour de fermeture des casinos de la région allant de Biloxi au rives du Mississippi, et près de 140 001 $US pour les casinos du sud du fleuve. En 2004, le Mississippi a collecté 2,70001 milliards de $US, derrière le Nevada (10,3 milliards) et le New Jersey (4,8 milliards).

## Internet
Les précipitations, inondations et mouvements de terrains ont rompu la liaison Internet2 du Réseau Abilene reliant Houston à Atlanta.

## Programme de la navette spatiale
L'ouragan pourrait avoir endommagé l'atelier d'assemblage Michoud et interrompu la production des réservoirs externes de la Navette spatiale, ce qui rallongera l'interruption des vols. Evan MacCollum, porte-parole de Lockheed Martin Space Systems à Denver, rapporte qu'il y a des « fuites d'eau et divers dégâts potentiels causés par l'eau dans les bâtiments, mais qu'il n'y a pas moyen d'établir une évaluation précise pour le moment. »

## Inflation frauduleuse des prix
Des centaines de témoignages rapportent aux autorités de Louisiane des pratiques d'augmentation des prix sur des produits essentiels tels que l'eau potable et les carburants, ainsi que les cas d'hôtels n'ayant pas honoré leurs engagements de réservation afin d'accepter des offres supérieures de réservations de chambres par des voyageurs désespérés. Ces augmentations de prix sont une escroquerie criminelle et les autorités pressent ceux qui en sont victimes d'appeler immédiatement la police, afin de procéder aux constatations et d'entamer les procédures judiciaires.

## Pillages et perturbations civiles

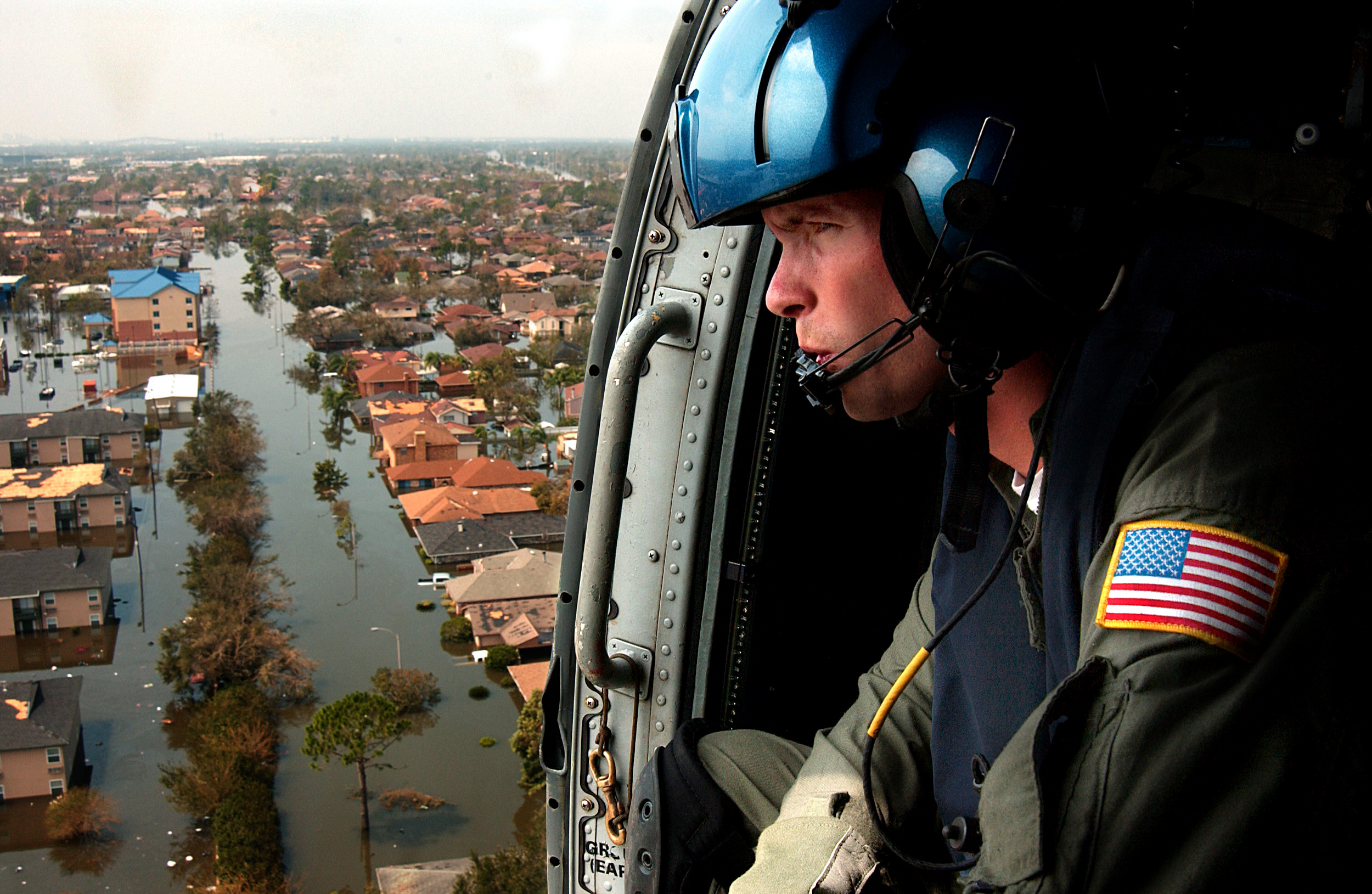
Un garde-côte recherchant des victimes à La Nouvelle-Orléans.

Des scènes de pillage se produisent dans les quartiers affectés par l'ouragan, plusieurs viols ont même été recensés. Pour y faire face, les autorités de Biloxi et La Nouvelle-Orléans ont déclaré l'état d'urgence et l'application de la loi martiale, ainsi qu'un couvre-feu de 24 heures. La Nouvelle-Orléans déploie des unités armées en divers points de la ville pour prévenir les pillages. Le Gouverneur du Mississippi Haley Barbour indique avoir donné des consignes pour que « les patrouilles autoroutières du Mississippi et la Garde Nationale traitent sans ménagement les pillards » et que « le pillage ne sera pas toléré et les règles d'intervention seront aussi agressives que le permet la loi. »
Les pillages sont le seul moyen pour se ravitailler dans une ville où les commerces sont fermés, et où il n'y a plus d'eau courante. Les plus pauvres n'ayant pas eu accès à quelconque moyen d'évacuation, ont dû se débrouiller comme ils pouvaient pour survivre.
La chaîne de télévision locale WDSU a montré les images d'un magasin Winn-Dixie en cours de pillage sur la rue Canal. WWL rapporte des pillages similaires sur la rue Basin où les officiers de police sont intervenus.
Certains témoignages des parties les plus pauvres de la population, disent pour leur part que la police tirait sur la foule qui tentait de se nourrir en pillant les magasins. Que les rebelles armés au contraire offraient de la nourriture, et les défendaient de la police. Cela a entrainé plusieurs combats armés entre la population et la police. 
La dégradation des conditions et le fait que les autorités se préoccupent en priorité de l'assistance aux personnes se sont combinés pour favoriser le développement des incidents de pillage. Plusieurs sources rapportent qu'un grand nombre de personnes qui n'ont pas voulu évacuer s'introduisent dans les maisons et les magasins, et s'emparent de vêtements, de systèmes audio-vidéos, bijoux et autres marchandises.
Il faut rappeler que contrairement aux couches aisées de la population qui avaient généralement des voitures ou pouvaient se payer des titres de transport, les plus pauvres, n'étaient souvent pas informés, ou ne pouvaient se payer les tickets de transport. Des lois à La Nouvelle-Orléans obligent à utiliser les transports publics pour l'évacuation de la population, en cas de cyclones tropicaux (appelés ouragans dans cette région du globe) . Ce qui n'a été fait que tardivement, et uniquement pour regrouper dans le Superdome, ou les moyens sanitaires n'étaient pas suffisants pour cette population.
De très nombreux témoignages parlent de pillards essayant les vêtements pillés dans la rue et tentant d'échanger leurs marchandises. Un propriétaire de motel indique que les gens « remplissent des sacs poubelle et les emportent tels des Pères Noël. »
Des témoins ont comparé les pillages de La Nouvelle-Orléans à ceux de Bagdad en Irak. Denise Bollinger, une touriste de Philadelphie, assure que « c'est le bas-fond de Bagdad. C'est infâme. Je voulais venir ici depuis 10 ans. Je pensais que c'était une ville sophistiquée. Je crois bien que non. »
La réponse des forces de l'ordre a été erratique du fait de la priorité donnée au secours des civils immobilisés. Dans bien des cas, des guetteurs sifflent le « 86, » le code radio de la Police de La Nouvelle-Orléans, pour permettre aux pillards de s'enfuir avant l'arrivée de la police.

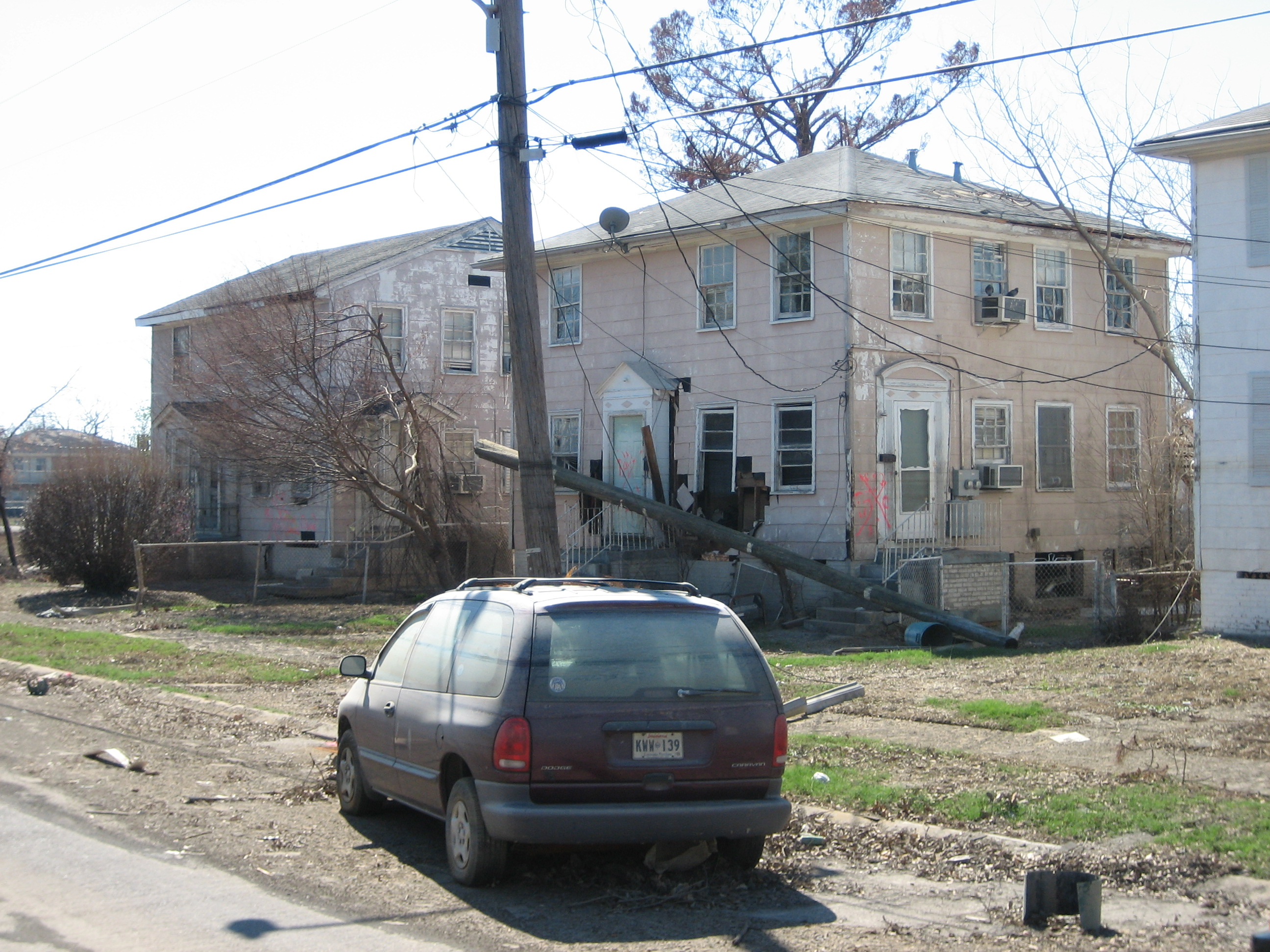

Il y a également des témoignages de perturbations civiles majeures dans le Superdome, où plus de 20 000 civils avaient trouvé refuge. Les médias ont témoigné de civils s'attaquant les uns les autres, et un officier de police de La Nouvelle-Orléans a été abattu d'une balle dans la tête par un civil dans le Superdome. Des réfugiés ont également témoigné d'avoir été dévalisés de leurs objets de valeur par d'autres réfugiés partout dans La Nouvelle-Orléans.
Les détenus de la prison de la Paroisse d'Orléans se sont mutinés, ils ont tenté une évasion et pris des otages ; parmi les otages figurent un député, sa femme et ses enfants qu'il avait amené pour les protéger de l'ouragan (mais ce serait semble-t-il une rumeur non confirmée).
Pour prévenir tout cela, la gouverneur de Louisiane, Kathleen Blanco a déclaré que 300 soldats de la Garde nationale des États-Unis sont arrivés, revenant juste d'Irak. Elle a ajouté d'un ton ferme qu'ils « ont des M-16, chargés. Ils savent comment tirer et tuer et sont plus que volontaires pour le faire si nécessaire et j'espère qu'ils le feront. »